# Thomas Woodrow Wilson

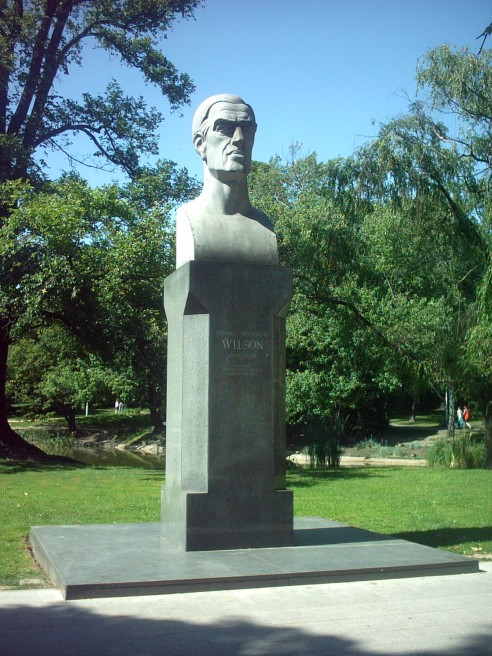
Woodrow Wilson emlékműve Poznańban, a Wilson-parkban

Thomas Woodrow Wilson (Staunton, Virginia, 1856. december 28. – Washington, 1924. február 3.) az Amerikai Egyesült Államok 28. elnöke. Skót-ír származású családban született. Tanárként kezdett dolgozni, majd a politika felé fordult. 1913–1921 között töltötte be az Egyesült Államok elnöki posztját. Munkásságáért 1919-ben Nobel-békedíjat kapott.
1919. október 2-án agyvérzést kapott, elnöki feladatait helyette titokban felesége, Edith Wilson gyakorolta 17 hónapon keresztül.

## Munkássága
Tanári pályán dolgozott jogot és történelmet tanított. 1902-ben a Princeton Egyetem elnöke lett, majd 1910-ben New Jersey állam kormányzójává választották. Elnöksége alatt a századfordulós reformpolitika folytatódott. Többek között a nevéhez fűződik a jegybank szerepét betöltő Szövetségi Tartalékrendszer (Federal Reserve System) létrehozása is. Tevékenysége elismeréséül 1919-ben Nobel-békedíjat vehetett át. Ellenezte a trianoni béke néhány pontját. 1920-ban elrendelte az alkoholtilalmat (angol nevén Prohibition).

### Wilson véleménye a háború kitörésének okairól
Történelemtanári megállapítása szerint a háború így tört ki: Szerbia egy városában meggyilkolták az Osztrák-ház egyik hercegét. Szerbia Európa egy kis királysága. Nem volt olyan ereje, hogy a nagyhatalmak bármelyikének is félnie kellett volna tőle, és Németország, valamint mindazok, akik vele összeesküdtek, ebben a gyilkosságban találtak ürügyet arra, hogy jogtalan követeléseket támasszanak a gyönge és védtelen Szerb Királyság ellen.
Ez volt az Egyesült Államok elnökének véleménye a háború kitöréséről. De ha elemezzük Wilson beszédét, sok hibát és kitalált dolgot találunk.
1. Az „Osztrák-ház egyik hercege” nem herceg volt, hanem főherceg és trónörökös.
2. A gyilkosság nem „Szerbia egyik városában”, hanem Szarajevóban, amely Boszniában lévén az akkori Osztrák–Magyar Monarchia területén feküdt.

### Wilson nyilatkozatai
Thomas Woodrow Wilson véleménye gyökeresen megváltozott a háború során.
- Január 9.: A béke harcosa vagyok!
- Január 31.: Amerika küldetése a béke küldetése.
- Január 31.: A mi kormányunk a nép kormánya, és a nép nem akar háborút.
- Február 26.: Amerikának nem szabad beavatkoznia a háborúba.
- Március 8.: elfogadta az úgynevezett House–Grey-memorandumot(wd), amely szerint az Egyesült Államok kötelezettséget vállal, és belép a háborúba.

### Wilson elnök 14 pontja
1. Nincs többé titkos diplomácia.
2. A tengerek és a kereskedelem szabadsága.
3. A lehetőségekhez mérten az összes gazdasági megszorítás elhárítása.
4. Leszerelési-egyezmény.
5. Minden gyarmati igény pártatlan szabályozása.
6. A központi hatalmak által megszállt orosz területek kiürítése.
7. Belgium helyreállítása.
8. A megszállt francia területek kiürítése, Elzász és Lotaringia Franciaországhoz csatolása.
9. Az olasz határokkal kapcsolatos konfliktusok rendezése a jól meghatározható nemzeti határoknak megfelelően.
10. Az Osztrák–Magyar Monarchia népeinek szabad fejlődése.
11. Románia, Szerbia (kijárattal a tengerhez) és Montenegró kiürítése és visszatérítése.
12. Az Oszmán Birodalom szabad fejlődése és a Dardanellák megnyitása.
13. Egy független lengyel állam létrehozása, beleszámítva minden olyan területet, amelyeket kétségtelenül lengyel lakosság lakik, szabad kijárattal a tengerhez.
14. A nemzetek általános összefogása a politikai függetlenség és területi sérthetetlenség biztosítására (a Népszövetség alapgondolata, az annexió (bekebelezés) tilalma, nemzetek önrendelkezési joga).

A pontok közül néhányat, mint például a nemzetek önrendelkezési jogát, több állam nem tartotta be kisebbségeire nézve, különösen igaz ez az első világháború után a trianoni határon kívülre rekedt magyarokra. Róth Ottó a többnemzetiségű Bánságban próbálta a wilsoni pontoknak megfelelően megszervezni az ún. Bánáti Köztársaságot. Az önrendelkezési jog elvével mások máshol viszont igyekeztek visszaélni, erre példa a Vendvidéki Köztársaság kálváriája 1919-ben.

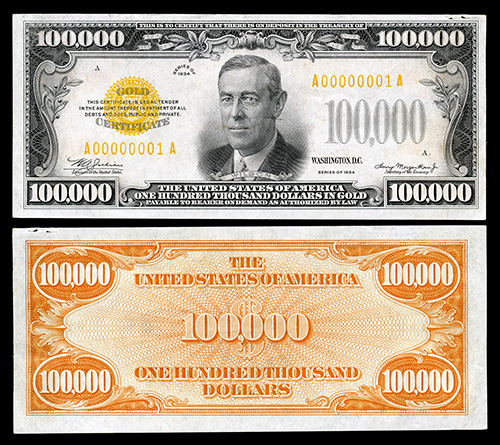
Gold Certificate típusú, aranyra váltható, 100 000 amerikai dolláros államjegy Wilson elnök portréjával. Egyetlen alkalommal, 1934-ben bocsátották ki, csak bankok közötti forgalomban használták, máig az Egyesült Államok legnagyobb címletű bankjegyee

## Magyarul megjelent művei
- Az Egyesült-Államok elnöke; in: Katholikus Szemle, 1918, 876-894. (ford. Schiff Péter)
- Wilson beszédei és üzenetei a háborúról, békéről és a népek szövetségéről; összeáll. Bródy Béla, Magyar Lajos; Athenaeum, Budapest, 1919
- Az új szabadság. Felhívás a népek nemes energiáinak felszabadítására; ford., bev. Rózsa Dezső; Révai, Budapest, 1920 (Mesterművek)

## Elődök és utódok
| Elődje: William Howard Taft | Az Amerikai Egyesült Államok elnöke 1913. március 4. – 1921. március 4. | Utódja: Warren G. Harding |

| Elődje: John Franklin Fort | New Jersey állam kormányzója 1911. január 17. – 1913. március 1. | Utódja: James Fairman Fielder |